# Alex Agius Saliba
Alex Agius Saliba, född 31 januari 1988 i Tal-Pietà på Malta, är en maltesisk politiker. Han har suttit i Europaparlamentet sedan 2019.

## Karriär
Saliba arbetade för One productions, Partit Laburistas massmedieföretag från 2008 till 2013. År 2019 blev han invald i Europaparlamentet, där han utsågs till vice ordförande av Gruppen Progressiva förbundet av socialdemokrater i Europaparlamentet år 2021. I Europaparlamentsvalet 2024 blev han invald i Europaparlamentet ännu en gång.
Under sin första valperiod i Europaparlamentet, från 2019 till 2024, var Saliba vice ordförande av utskottet för framställningar. Han var ledamot av delegationen till den gemensamma parlamentariska AVS-EU-församlingen, delegationen till den parlamentariska församlingen för unionen för Medelhavsområdet, delegationen till den gemensamma parlamentariska församlingen Osaks–EU och delegationen till den parlamentariska församlingen Karibien–EU.
Salibas andra valperiod började 2024 och han är 2025 ledamot av utskottet för den inre marknaden och konsumentskydd och delegationen till den parlamentariska församlingen EU-Latinamerika samt suppleant i utskottet för sysselsättning och sociala frågor, utskottet för medborgerliga fri- och rättigheter samt rättsliga och inrikes frågor, utskottet för framställningar, delegationen för förbindelserna med Palestina och delegationen för förbindelserna med Mercosurländerna.